# Giovanni Andrea Angelini Bontempi
Giovanni Andrea Angelini Bontempi (Perugia, 1624 – Brufa, 1705) è stato un compositore italiano.
È stato uno dei più famosi musicisti italiani in Germania durante il primo barocco assieme a Marco Giuseppe Peranda, Vincenzo Albrici e Carlo Pallavicino in Dresda.

## Biografia
Il suo vero cognome era Angelini, in seguito aggiungerà Bontempi in segno di gratitudine verso il suo protettore Cesare.
Fin dal 1650 fu maestro di cappella a Dresda in Sassonia, dove riuscì a comporre il melodramma Il Paride andata in scena nel 1662 a Dresda, molto probabilmente il primo italiano nel suo genere in terra tedesca.
Più tardi attorno al 1664 si dedicò all'ingegneria teatrale, sempre in Sassonia compose le altre sue opere conosciute come Dafne e Jupiter und Jo.
Rientrato in Italia nel 1697, compose opere teoriche ed alcuni trattati di composizione, entrando a far parte dell'Accademia degli insensati.